# Suak Timah
Suak Timah is een bestuurslaag in het regentschap Aceh Barat van de provincie Atjeh, Indonesië. Suak Timah telt 1144 inwoners (volkstelling 2010).